# Capela de Nossa Senhora das Preces
A Capela de Nossa Senhora das Preces é um pequeno templo católico que fica situado no centro da aldeia de Vale de Vaíde, Município de Vila Nova de Poiares.
Em termos arquitectónicos, trata-se de uma pequena construção com cerca de 75 m², de apenas um corpo e com uma pequena sacristia na parte posterior, a nascente. Na fachada, a poente,  possui uma janela de arco perfeito, por cima da porta principal, ladeada por duas pequenas frestas. Estas frestas repetem-se nos alçados norte e sul, com o objectivo de iluminar o único altar do templo. Ainda no alçado sul, possui uma abertura secundária que se abre para o largo em apenas uma porta. Não possui qualquer vitral de relevo e apenas as grandes obras de remodelação de 2004 lhe destaparam as bonitas cantarias em pedra vermelha da região e lhe introduziram uma cimalha que emprestou maior robustez ao pequeno templo. De assinalar uma pequena torre sineira que remata o alçado principal.
No interior, possui 11 bancos em madeira de onde se podem observar as imagens de santos e santas — Nossa Senhora de Fátima, Mártir São Sebastião, Nossa Senhora Aparecida, Nossa Senhora da Saúde, São Francisco, Rainha Santa Isabel, Menino Jesus, Nossa Senhora da Conceição e Santo António — e o belíssimo altar em talha dourada, onde repousa a padroeira – Nossa Senhora das Preces.
Romaria de Nossa Senhora das Preces: Vale de Vaíde No 3º fim-de-semana de Agosto.
Canonicamente, a Capela de Nossa Senhora das Preces pertence a Santo André de Poiares, Paróquia do Arciprestado de Penacova, o qual se insere na Região Pastoral Centro da Diocese de Coimbra.